# Samuel Taylor Blue
Samuel Taylor Blue (c. 1871 - 1959) fou el cap de la tribu catawba de 1928 a 1939 i també el 1956, tot i que es veia com una figura destacada a la tribu, de vegades ell no era el cap. Blue és considerat l'últim parlant natiu de llengua catawba.
Samuel Blue era el fill de l'angloamericà Samuel Blue i la seva esposa catawba Margaret George Brown. La seva mare fou una de les darreres parlats nadiues de catawba.
En juliol de 1887 Blue es casà amb Minnie Hester George. Ella va morir a finals de 1896 o principis de 1897. Després Blue es casà amb Louisa Hester Jean Canty.
Blue va tenir tres fills amb la seva primera esposa. Blue i la seva segona esposa Louisa havien tingut entre nou i 20 fills. Alguns han afirmat que fins a 11 d'aquests nens no arribaren a néixer.
Blue primer va entrar en la política el 1905 quan va ser nomenat membre del consell de govern provisional de la tribu juntament amb Lewis Gordon i Ben T. Harris. A continuació va recolzar l'elecció de David Adam Harris com a cap dels catawbes. El 1909 Blue va ser un dels que van signar la petició catawba per a la ciutadania estatunidenca. També va ser un dels signants de la petició de 1937 per a la ciutadania estatunidenca. Blummer assenyala que això era una mica innecessari, ja que als nadius americans se'ls va concedir la ciutadania estatunidenca el 1924. Tanmateix, a Carolina del Sud no es va reconèixer la seva ciutadania fins a 1944, la gent com Blue van ser tractats funcionalment com a no ciutadans en la dècada de 1930 i raonablement podrien pensar a sol·licitar la ciutadania.
Blue fou elegit cap dels catawba per primer cop el 1928. Blue feia viatges a Columbia (Carolina del Sud) regularment, on podia parlar a la legislatura estatal en defensa dels interessos dels catawbes. El 1929 Blue va començar el procés d'intentar solucionar les reivindicacions de terres catawba, un procés que no va acabar fins a 1993. Blue va ser també una figura clau en el procés de l'obtenció del reconeixement federal dels catawba que es va completar el 1941. També va ser un dels principals defensors d'acceptar la terminació de la tutela federal dels catawba en el moment de la seva mort. Va acabar el seu servei com a cap el 1939, però seguia sent una figura respectada en la tribu. Va ser escollit de nou president el 1956.
El 7 de maig de 1897 Blue havia estat batejat en l'Església de Jesucrist dels Sants dels Darrers Dies a Carolina del Sud. Blue també va servir com a president de la branca de l'EJSDD a la Reserva Catawba. Al segle XX  encara ajudaria sovint als missioners a escapar dels linxaments. El 1950 Blue viatjà a Salt Lake City i va donar una conferència a la Conferència General el 9. d'abril També durant aquest viatge Blue i la seva esposa Louisa foren segellats al Temple de Salt Lake. El 1952 Blue va ser orador en la dedicació de l'Edifici de la Branca Catawba, una dedicació realitzada per David O. McKay.
Blue fou el major advocat de la continuació de la cultura catawba. Fou influnciat per la promoció de la stomp dance entre els catawbes per Tom Steven i treballà força per la Beat Dance i la Wild Goose Dance. També treballà amb Frank Speck per preservar el coneixement de la llengua catawba. També va ser un fort opositor al consum d'alcohol per part dels catawba.
Blue fou president de la Branca fins a la seva mort el 1959, servint un total de 40 anys com a president de branca. En el moment de la seva mort tenia 119 nets. Dos dels seus besnets, Roger Trimmnal i Gloria Trimmnal, aleshores estudiaven a la Universitat Brigham Young.
Poc després de la seva mort l'obra Kah-who Catawba narrant la història dels catawba fou produïda amb el narrador de l'obra seleccionat per Blue.